# Neolamprologus falcicula
Neolamprologus falcicula là một loài cá thuộc họ Cichlid. Nó là loài đặc hữu của hồ Tanganyika nơi nó được tìm thấy ở Burundi. Especially, their natural habitat are: fresh water lakes.